# The Rage: Carrie 2
The Rage: Carrie 2 (bra: A Maldição de Carrie; prt: Carrie 2) é um filme de terror sobrenatural estadunidense de 1999, dirigido por Katt Shea, estrelado por Emily Bergl, Jason London, Dylan Bruno e J. Smith-Cameron, com Amy Irving reprisando o papel de Sue Snell no primeiro filme. Sua trama segue a meia-irmã mais nova de Carrie White, também sofrendo com telecinese, que descobre que o suicídio de sua melhor amiga foi estimulado por um grupo de colegas populares do sexo masculino que a explorou para ganho sexual. O filme é uma sequência do filme de terror Carrie, de 1976, baseado no romance homônimo de Stephen King de 1974 e no segundo filme da franquia Carrie.
O filme foi lançado em 12 de março de 1999, e recebeu críticas geralmente negativas da crítica de cinema. O filme era um fracasso de bilheteria na época do lançamento, arrecadando US$17 milhões contra um orçamento de produção de US$21 milhões. O filme desenvolveu um status de filme cult; com muitos fãs sentindo que era desfavoravelmente comparado ao original, em vez de ser tomado por seu próprio mérito; e alguns fãs até o preferem ao original.

## Sinopse
23 anos depois, a jovem Carrie, que, após ter sofrido constantes humilhaçoes de seus colegas de escola, e acabou matando centenas deles em um baile do colégio através do uso de seus poderes telecinéticos. Rachel Lang, sua meia-irmã, que também é telecinética e menosprezada por seus colegas, está prestes a ir a uma festa sem que ninguém tenha ideia de seus poderes.
Entretanto, Sue Snell, que agora é conselheira da escola, desconfia que Rachel tem o mesmo dom de Carrie e teme que uma tragédia similar possa acontecer, tentando inutilmente advertir Rachel sobre isto. Paralelamente, alguns alunos do colégio planejam para a noite do baile algo que Rachel nunca vai esquecer, sem imaginar que eles vão morrer antes que esta mesma noite termine.

## Elenco
- Emily Bergl como Rachel Lang
  - Kayla Campbell como jovem Rachel
- Jason London como Jesse Ryan: um atleta popular com quem Rachel se apaixona
- Dylan Bruno como Mark Bing: um jogador de futebol que é dono da mansão onde acontece o jogo de futebol pós-festa
- J. Smith-Cameron como Barbara Lang: mãe biológica de Rachel
- Amy Irving como Sue Snell: a única sobrevivente da raiva de Carrie no filme original, agora uma conselheira.
- Zachery Ty Bryan como Eric Stark: um atleta que seduz e humilha Lisa, resultando em seu suicídio
- John Doe como Boyd: o pai adotivo de Rachel
- Charlotte Ayanna como Tracy Campbell: ex-namorada de Jesse Ryan, uma líder de torcida popular
- Rachel Blanchard como Monica Jones: a melhor amiga de Tracy
- Justin Urich como Brad Winters:  jogador de futebol e namorado de Monica
- Mena Suvari como Lisa Parker: a melhor amiga de Rachel, que comete suicídio
- Elijah Craig como Chuck Potter: jogador de futebol
- Eddie Kaye Thomas como Arnold: amigo deRachel
- Clint Jordan como xerife Kelton
- Kate Skinner como Emilyn: a mãe adotiva de Rachel
- Gordon Clapp como Mr. Stark: o pai de Eric
- Steven Ford como treinador Walsh
- Deborah Meschan como Deborah: Uma das amigas de Monica que participa da criação de Rachel
- Katt Shea como promotora
- Robert D.Raiford como sênior
- Rhoda Griffis como Sra. Porter: a vendedora
- Sissy Spacek como Carrie White através de flashbacks de arquivo: a meia-irmã falecida de Rachel, e a protagonista do filme original. Sissy Spacek recusou uma oferta para participar do filme, mas deu permissão para ter suas cenas usadas na forma de flashbacks

## Produção

### Desenvolvimento
Originalmente intitulado The Curse, o filme estava inicialmente programado para começar a produção em 1996 com Emily Bergl como protagonista, no entanto a produção parou por dois anos. A trama pega emprestado de um incidente da vida real de 1993 no qual um grupo de atletas do ensino médio conhecido como Spur Posse estava envolvido em um escândalo sexual. O filme finalmente entrou em produção em 1998 sob o título Carrie 2: Say You're Sorry. Algumas semanas após a produção, o diretor Robert Mandel desistiu por diferenças criativas e Katt Shea assumiu às pressas as rédeas com menos de uma semana para se preparar para começar as filmagens, e duas semanas de filmagem para refilmar.

### Elenco
Amy Irving reprisou o papel de Sue Snell, que ela originou no primeiro filme Carrie, embora ela foi inicialmente cautelosa em assumir o papel e pediu a Brian De Palma, diretor do filme original, a sua bênção. A diretora Shea foi informada de que não seria capaz de usar imagens de Sissy Spacek da Carrie original, mas ela editou várias cenas no filme e apresentou o filme para Spacek, que concedeu permissão para sua semelhança ser usada.

## Lançamento

### Bilheteria
The Rage: Carrie 2, foi lançado em 12 de março de 1999. Abriu em segundo lugar naquele fim de semana, mas não teve sucesso. Ele arrecadou um total de US$17,762,705 no mercado interno contra um orçamento de US$21 milhões, tornando o filme uma decepção nas bilheterias.

### Mídia doméstica
O filme foi lançado em VHS e DVD em 12 de outubro de 1999 e Laserdisc em 9 de novembro de 1999. Uma versão Blu-ray do filme foi lançada em 14 de abril de 2015 em um filme duplo com a versão de 2002 de Carrie de Scream Factory. Esta edição deixou de ser vendida em 8 de outubro de 2019.
Pelo forte culto de The Rage: Carrie 2, e a recepção mais positiva dos fãs de cinema; a 88 Films lançou recentemente uma edição especial blu ray em 2020, em comemoração ao 20º Aniversário dos filmes.

## Reação do público

### Resposta crítica
O filme recebeu críticas principalmente negativas após seu lançamento, com muitos cinéfilos e críticos criticando a falha do filme em capturar a essência do que tornou o original tão assustador, mas crível. Rotten Tomatoes relatou que o filme teve uma taxa de aprovação de 20% baseada em 35 críticas com o consenso: "Por mais descartável que seu antecessor seja indispensável, The Rage: Carrie 2 imita o arco da história clássica de Stephen King sem adicionar nada de valor". No Metacritic, ele teve uma classificação de 42 em uma escala de 0 a 100 com base em 21 avaliações indicando avaliações mistas ou médias.
Roger Ebert deu ao filme 2 de 4 estrelas afirmando "A Carrie original funcionou porque foi um drama adolescente habilidoso enxertado em um final de terror. Também, é claro, porque De Palma e sua estrela, Sissy Spacek, fizeram a história convincente. The Rage: Carrie 2 é mais como uma sombra". Anita Gates do The New York Times a caracterizou como "típica produção de filmes B. Os atores são atraentes e fazem trabalhos confiáveis, e na tradição do filme original, há um susto muito bom no final". Dennis Harvey, da Variety, criticou o filme, observando que ele "usa o original como um projeto, mas deixa de fora toda a sagacidade, simpatia e bravata".
Ty Burr, da Entertainment Weekly, deu ao filme uma classificação B-menos mais favorável, elogiando a performance de Bergl e resumindo que o filme é "melhor do que merece ser". Kevin Thomas, do Los Angeles Times, defendeu o filme como uma "sequência bem dirigida" que "aceita o truque telecinético como um dispositivo de enredo obrigatório [para] raiva contra o machismo do ensino médio".
Apesar de sua recepção negativa dos críticos; o filme tem uma forte base de fãs que o apreciou por sua abordagem moderna da história, foco na caracterização e ser mais uma história de amor trágica do que um terror slasher.
O relançamento do filme em blu ray da 88 Films para seu 20º Aniversário, também faz menção à recepção pós-postiva dos fãs desde o lançamento dos filmes.

## Trilha sonora
O álbum da trilha sonora foi lançado em 23 de março de 1999 pela Edel Records.

### Lista de faias
| N.º            | Título                                                | Artista(s)       | Duração |  |
| 1.             | "Crazy Little Voices" (Theme from The Rage: Carrie 2) | Ra               | 4:38    |  |
| 2.             | "Quick, Painless and Easy"                            | Ivy              | 4:12    |  |
| 3.             | "Resurrection"                                        | Fear Factory     | 6:31    |  |
| 4.             | "Year of Summer"                                      | Paradise Lost    | 4:15    |  |
| 5.             | "Low Down"                                            | Mary Watt        | 4:17    |  |
| 6.             | "Looking Down the Barrel"                             | Five Times Down  | 3:35    |  |
| 7.             | "Die with Me"                                         | Type O Negative  | 7:13    |  |
| 8.             | "Keep Sleeping"                                       | 16Volt           | 3:14    |  |
| 9.             | "Dark Love"                                           | Kate Shrock      | 3:59    |  |
| 10.            | "Laughter Lines"                                      | Sack             | 4:20    |  |
| 11.            | "The Slower I Go"                                     | L.A.X.           | 2:47    |  |
| 12.            | "Sleep"                                               | Trailer Park Pam | 2:26    |  |
| 13.            | "Spark Somebody Up"                                   | Buddha Monk      | 3:47    |  |
| Duração total: | Duração total:                                        | Duração total:   | 55:14   |  |